# Vĩnh Thuận, Vĩnh Hưng
Vĩnh Thuận là một xã thuộc huyện Vĩnh Hưng, tỉnh Long An, Việt Nam.
Xã Vĩnh Thuận có diện tích 35,18 km², dân số năm 1999 là 3.682 người, mật độ dân số đạt 105 người/km².

## Ảnh
|  |  |  |